# 香港玩具·扭蛋SHOW
香港玩具·扭蛋SHOW號稱為全球首個扭蛋展覽，於2007年4月在香港首次舉辦，於灣仔香港會議展覽中心舉行。

## 內容
該展覽是以扭蛋為主，設有236部扭蛋機供入場人士使用。此外，會場還有不少其他攤位，以及「潮玩興趣班」及「優質兒童教育博覽」。
展覽於2007年4月6日至4月8日早上11時至晚上8時舉行，票價為港幣10元。主辦單位預計的1萬人參觀，但結果首日共有7萬2千人入場。
展覽同時舉辦一個擬申請列入健力士世界紀錄最多人同時扭蛋的活動，於展覽首日舉行，結果3分鐘共有1186人扭蛋。

## 批評
- 只設有1個硬幣兌換處，使場內三分之一地方整日排着兌換硬幣的人龍，兌換過程需時超過2小時
- 會場內實際只有236部扭蛋機，較主辦單位聲稱的300部為少
- 會場內的扭蛋機款式普通，與平時的扭蛋機一樣
- 會場內的扭蛋機排得密密麻麻，令場面相當擠迫
- 扭蛋機的扭蛋不足，至下午5時已超過有10部無蛋可扭，但工作人員表示第二天才加
- 有很多與扭蛋無關的攤位，如銀行、瑜伽和美容化妝等
- 擬申請列入健力士世界紀錄最多人同時扭蛋的活動，場面相當混亂